# Roderick McDonald
Roderick William McDonald (Jacksonville, Florida; 9 de abril de 1945-San José, California; 17 de enero de 2015) fue un jugador de baloncesto estadounidense que disputó tres temporadas en la ABA. Con 1,98 metros de estatura, jugaba en la posición de alero.

## Trayectoria deportiva

### Universidad
Jugó durante su etapa universitaria con los Pirates de la Universidad Whitworth, siendo junto a Phil Jordon y Ralph Polson uno de los tres jugadores salidos de aquella universidad en llegar a jugar en las grandes ligas estadounidenses. En 1967 fue elegido All-American de la NAIA.

### Profesional
Fue elegido en el puesto 101 del Draft de la NBA de 1967 por Seattle SuperSonics, pero tras cumplir con el servicio militar, se incorporó a las filas de los Utah Stars de la ABA. Allí jugó tres temporadas saliendo desde el banquillo. En su primer año en el equipo se proclamaron campeones de la ABA, tras vencer en las finales a Kentucky Colonels. McDonald colaboró con 4,2 puntos y 3,2 rebotes por partido.

## Estadísticas de su carrera en la ABA

### Temporada regular
| Temporada | Edad | Equipo     | Liga | Pos. | P  | TIT | MIN | TC  | TCA | %TC  | 3P  | 3PA | %3P   | 2P  | 2PA | %2P  | TL  | TLA | %TL  | R.OF. | R.DEF. | REB | ASIS | ROB | TAP | PER | FP  | PTS |
| 1970-71   | 25   | Utah Stars | ABA  | PF   | 29 |     | 7.1 | 1.7 | 3.8 | .459 | 0.1 | 0.1 | 1.000 | 1.7 | 3.7 | .449 | 0.5 | 0.9 | .600 | 1.4   | 1.8    | 3.2 | 0.2  |     |     | 0.6 | 1.4 | 4.0 |
| 1971-72   | 26   | Utah Stars | ABA  | SF   | 33 |     | 7.0 | 1.0 | 2.3 | .447 | 0.0 | 0.1 | .000  | 1.0 | 2.2 | .459 | 0.8 | 1.1 | .730 | 1.0   | 1.3    | 2.2 | 0.5  |     |     | 0.7 | 1.2 | 2.9 |
| 1972-73   | 27   | Utah Stars | ABA  | SF   | 25 |     | 5.7 | 1.1 | 2.5 | .429 | 0.0 | 0.2 | .250  | 1.0 | 2.4 | .441 | 0.6 | 0.8 | .789 | 0.5   | 0.7    | 1.2 | 0.6  |     |     | 0.6 | 0.8 | 2.8 |
| Total     |      |            | ABA  |      | 87 |     | 6.7 | 1.3 | 2.9 | .448 | 0.0 | 0.1 | .375  | 1.2 | 2.8 | .450 | 0.7 | 0.9 | .704 | 1.0   | 1.3    | 2.3 | 0.5  |     |     | 0.6 | 1.1 | 3.2 |

### Playoffs
| Temporada | Edad | Equipo     | Liga | Pos. | P | TIT | MIN  | TC  | TCA | %TC  | 3P  | 3PA | %3P   | 2P  | 2PA | %2P  | TL  | TLA | %TL  | R.OF. | R.DEF. | REB | ASIS | ROB | TAP | PER | FP  | PTS |
| 1970-71 ❍ | 25   | Utah Stars | ABA  | PF   | 5 |     | 4.4  | 1.6 | 2.2 | .727 | 0.2 | 0.2 | 1.000 | 1.4 | 2.0 | .700 | 0.2 | 0.4 | .500 | 0.8   | 1.8    | 2.6 | 0.4  |     |     | 1.0 | 0.6 | 3.6 |
| 1971-72   | 26   | Utah Stars | ABA  | SF   | 1 |     | 10.0 | 3.0 | 4.0 | .750 | 0.0 | 0.0 |       | 3.0 | 4.0 | .750 | 0.0 | 1.0 | .000 |       |        | 0.0 | 0.0  |     |     | 0.0 | 3.0 | 6.0 |
| 1972-73   | 27   | Utah Stars | ABA  | SF   | 3 |     | 1.3  | 0.3 | 1.0 | .333 | 0.0 | 0.3 | .000  | 0.3 | 0.7 | .500 | 0.0 | 0.0 |      | 0.3   | 0.0    | 0.3 | 0.0  |     |     | 0.0 | 0.0 | 0.7 |
| Total     |      |            | ABA  |      | 9 |     | 4.0  | 1.3 | 2.0 | .667 | 0.1 | 0.2 | .500  | 1.2 | 1.8 | .688 | 0.1 | 0.3 | .333 | 0.6   | 1.1    | 1.6 | 0.2  |     |     | 0.6 | 0.7 | 2.9 |